# The Chessmen of Mars
The Chessmen of Mars  é um romance de fantasia científica escrito por Edgar Rice Burroughs, o quinto de sua famosa série Barsoom. Burroughs começou a escrevê-lo em  janeiro de 1921, foi publicado pela primeira vez na revista pulp All-Story Magazine como uma série de seis partes nas edições de fevereiro a de março de 1922.

## Personagens
- Gahan de Gathol: Um príncipe do reino marciana de Gathol que se apaixona por Tara de Heluim e é inicialmente desprezado por ela ao revelar seus sentimentos.
- Tara de Heluim:A princesa de Helium, filha de John Carter e Dejah Thoris.

Ghek: Um Kaldane, incomum entre sua espécie em sua capacidade de apreciar a emoção, insatisfeito com a sociedade Kaldane que está encantado com o canto de Tara, e junta-se Gahan de Gathol e Tara de Helium em sua fuga do vale do Kaldanes.

## Gêneros
Enquanto o romance é muitas vezes classificado como fantasia científica,  é mais intimamente relacionado a romance planetário e espada e planeta, que possuem afinidades com a fantasia e a espada e feitiçaria; . Distingue-se pela sua inclusão de elementos científicos (ou pseudo-científicos). Tradicionalmente, romances planetários ocorrem na superfície de um mundo alienígena, e muitas vezes incluem lutas de espadas; monstros; elementos sobrenaturais, tais como: habilidades telepáticas (em oposição a magia); E culturas semelhantes a do Planeta Terra em épocas pré-industriais, especialmente com as estruturas sociais teocráticos ou dinásticas. Naves espaciais podem aparecer normalmente, mas não são fundamentais para a história; Esta é uma diferença fundamental da space opera, em que geralmente naves espaciais são fundamentais para a narrativa.